# 安崎直幹
安崎 直幹(やすざき なおき、1969年8月1日 - ）は、北海道仁木町出身の元スキージャンプ選手。

## プロフィール
仁木中学校-余市高校-NTT北海道
1995年にカナダ・サンダーベイで行われたノルディックスキー世界選手権のラージヒル団体で銅メダルを獲得(メンバーは安崎、斎藤浩哉、西方仁也、岡部孝信)。
第一グループで首位の得点を得てチームに貢献した。
同選手権ラージヒル個人では22位。
ワールドカップでは4位が最高(1993年3月6日ラハティ大会)。一桁順位に通算5度入っている。
1993年3月27日のプラニツァ大会団体戦で優勝。
総合では1994-1995シーズンの28位が最高位。
スキーフライング世界選手権では1994年プラニツァ大会の31位が最高位。
1990年1月13日のHTB杯で大倉山ジャンプ競技場のバッケンレコードを塗り替えた(121.5m)が、翌日アンシ・ニエミネン(フィンランド)が123.5mを飛び、更新された。

## 日本国内での主な競技成績
- 1985.02.09(土)　第22回全国中学校スキー大会　優勝
- 1988.03.04(金)　第59回宮様スキー大会国際競技会(70m級)少年組　優勝
- 1988.03.16(水)　第10回クナイスル杯宮の森ナイタージャンプ大会少年組　優勝
- 1989.02.26(日)　第7回鹿角ジャンプ大会成年組　優勝
- 1990.01.07(日)　第31回雪印杯全日本ジャンプ大会成年組　優勝
- 1990.01.13(土)　第17回HTBカップ国際スキージャンプ競技大会　優勝
- 1990.01.24(水)　第45回北海道スキー選手権大会　優勝
- 1993.02.19(金)　第48回国民体育大会冬季大会成年A　優勝
- 1994.01.26(水)　第49回北海道スキー選手権大会　優勝
- 1994.02.25(金)　第44回秩父宮賜杯スキー大会成年組　優勝
- 1994.03.27(土)　第29回倶知安町長杯全道ジャンプ大会成年組　優勝
- 1995.01.16(月)　第23回札幌オリンピック記念国際スキージャンプ競技大会兼コンチネンタルカップ　優勝
- 1997.02.11(火)　第75回全日本スキー選手権大会(ラージヒル)兼第38回NHK杯ジャンプ大会　優勝
- 1997.02.23(日)　第52回国民体育大会冬季大会成年B　優勝
- 1997.03.13(木)　第9回国際蔵王ジャンプ大会NHK杯 兼コンチネンタルカップ　優勝
- 1997.03.14(金)　第21回伊藤杯 宮の森ナイタージャンプ大会
- 2001.02.21(水)　第56回国民体育大会冬季大会スキー競技会成年B　優勝